# Jamaïque aux Jeux olympiques d'hiver de 2018
La Jamaïque participe aux Jeux olympiques d'hiver de 2018 à Pyeongchang en Corée du Sud du 9 au 25 février 2018. Il s'agit de sa huitième participation à des Jeux d'hiver. La délégation jamaïcaine est composée de trois athlètes, deux qui participent à l'épreuve féminine de bob à deux, et un au skeleton.

## Participation
Aux Jeux olympiques d'hiver de 2018, les athlètes de l'équipe de Jamaïque ont participé aux épreuves suivantes : 
| Sport     | Hommes | Femmes | Total |
| --------- | ------ | ------ | ----- |
| Bobsleigh | 0      | 2      | 2     |
| Skeleton  | 1      | 0      | 1     |
| Total     | 1      | 2      | 3     |

## Cérémonie d'ouverture et de clôture
Selon la coutume, la Grèce, berceau des Jeux olympiques, ouvre le défilé des nations, tandis que la Corée du Sud, en tant que pays organisateur, ferme la marche. Les autres pays défilent selon leur ordre alphabétique en coréen, langue officielle du pays organisateur.

## Épreuves de bobsleigh
L'équipe jamaïcaine aligne une équipe féminine de bobsleigh à deux.